# Edita Morris
Edith (Edita) Dagmar Emilia Morris (née le 5 mars 1902 à Örebro et morte le 15 mars 1988 à Paris) est une journaliste et romancière suédoise.

## Biographie
Née Toll d'une famille de la noblesse suédoise, elle a partagé la vie du peintre Nils von Dardel des années 1930 à sa mort en 1943. Elle a été mariée ensuite à l'écrivain américain Ira Morris, avec qui elle a parcouru le monde pour combattre l'injustice et la misère. Elle est la mère du japononologue Ivan Morris.
Elle a fondé en 1957 (avec son mari Ira Morris) la Hiroshima House of Rest (une maison de convalescence) afin de donner aux survivants de la bombe un lieu de repos et où ils peuvent recevoir des traitements médicaux.

## Écrits
En 1943, elle a publié sa première nouvelle My darling from the Lions (non traduit en français). Mais elle est surtout connue pour son livre Les Fleurs d'Hiroshima (The Flowers of Hiroshima) paru en 1961 aux éditions René Julliard. Ce livre a été traduit dans 39 langues.
Titre en anglais seulement :
- Birth of an old lady and other short stories (Londres 1938)
- My darling from the lions (Boston 1944)
- Charade (New York 1948); theatrical adaption by Mark Orrin Walker 1960
- Three who loved (New York 1949)
- The Flowers of Hiroshima (New York 1959)
- Echo in Asia (Londres 1961)
- The toil and the deed (Londres 1963)
- The seeds of Hiroshima (Londres 1965)
- Dear me and other tales from my native Sweden (New York 1967)
- Love to Vietnam (New York et Londres 1968)
- The solo dancer (New York 1970), roman publié en français sous le titre Le danseur étoile en 1974 aux Éditeurs français réunis, Paris (traduction Yvette Joye et l'auteur)
- Life, wonderful life (New York 1971)
- A happy day (Londres 1974), aussi intitulé Sand
- How keeping, hope fine, first publié en français sous le titre Comment ça va, bien j'espère(Paris 1975) et en suédois sous le titre Hur mår du, hoppas bra(Stockholm 1977)
- Straitjacket: autobiography (New York 1978)
- Kill a beggar (1980), publié en suédois sous le titre Döda tiggarna
- Seventy years' war (1980), publié en suédois sous le titre Sjuttioåriga kriget

## Collection Morris
The following published short stories are mentioned in the list of papers within the Morris Collection at Columbia University :
- After the Ball, nouvelle, publiée dans Harper's Bazaar, novembre 1943
- Amar-to Love, nouvelle, publiée dans Harper's Bazaar, 15 septembre 1941
- Auntie Ninna, nouvelle, publiée dans Harper's Bazaar, avril 1943
- Ball of Yarn, nouvelle, publiée dans Selected Writing, no 5
- A Blade of Grass, nouvelle, publiée dans Story Magazine, août 1936
- Caput Mortuum, nouvelle, publiée dans Harper's Bazaar, juin 1941
- Dress Rehearsal, nouvelle, publiée dans Mademoiselle, avril 1943
- The Gateway to India, nouvelle, publiée dans Eastern Horizon, décembre 1961
- Heart of Marzipan, nouvelle, publiée dans Mademoiselle, oct. 1943
- Hiroshima Man, article, publié dans The Mennonite, 25 mai 1965
- Horse with Hoof of Fire, nouvelle, publiée dans The New Mexico Quarterly Review, 1945
- Let's Remember Together, nouvelle, publiée dans Good Housekeeping, mai 194
- Lili Died in April, nouvelle, publiée dans Lovat Dickson's Magazine, vol.3, no 6, décembre 1934
- The Melody, nouvelle, publiée dans Mademoiselle, février 1945
- Nature's Child, nouvelle, publiée dans The Reader's Digest, septembre 1944
- The Open Mouth, nouvelle, publiée dans Harper's Bazaar, juillet 1943
- The Pagan, nouvelle, publiée dans Harper's Bazaar, juillet 1944
- The Sorrow of Ape-in-pants, nouvelle, publiée dans American Dialog, 1964
- The Survivors of the Bombs, article, publié dans New Statesman, 2 août 1958
- Survivors of the Bombs, article, publié dans Opinion, 1961
- Young Man in an Astrakhan Cap, nouvelle, publiée dans Harper's Bazaar, décembre 1942